# Twitterrific
Twitterrificは、Mac OS XやiOS向けに提供されていた、Twitterクライアントである。2007年にThe Iconfactoryによってリリースされた。

## 概要
メインウィンドウは半透明の黒を基調としたデザインになっている。ショートカットが多く設定されており、シンプルなデザインながら機能性に富んでいる。返信（リプライ）やダイレクトメッセージなどが同じタイムライン（TL）に表示されることも特徴である。iOS版は2008年、iPhone部門でSNSアプリケーションとしてのApple Design Awardを獲得した。また、Macworld's 2010 App Gems Awards - Twitter Client of the Yearも受賞している。
2012年現在、日本語サポートはされていないが、iOS版の紹介文は日本語に対応している。